# Reinhold Stecher
Reinhold Stecher, né le 22 décembre 1921 à Innsbruck et mort le 29 janvier 2013 dans la même ville, est un prélat catholique autrichien, évêque d'Innsbruck.

## Biographie
Reinold Stecher est ordonné prêtre en 1947. En 1980, il est nommé évêque d'Innsbruck et prend sa retraite en 1997.
Mgr Stecher est aussi un alpiniste enthousiaste, auteur et peintre. Certains de ses tableaux ornent ces dernières années les timbres annuels de Noël de la Poste autrichienne, également le jour de Noël 2012.

## Sources
- Profil sur Catholic hierarchy